# Montezuma, Kansas
Montezuma är en ort i Gray County i Kansas. Vid 2010 års folkräkning hade Montezuma 966 invånare.